# Georgs Golovkovs
Georgs Golovkovs (* 12. Juli 1995 in Riga) ist ein lettischer Eishockeyspieler, der seit 2025 erneut bei den Odense Bulldogs in der dänischen Metal Ligaen unter Vertrag steht.

## Karriere
Georgs Golovkovs begann seine Karriere als Eishockeyspieler in der Nachwuchsabteilung des SK Liepājas Metalurgs, für den er 2011/12 in der lettischen Eishockeyliga debütierte und wurde gleich nationaler Meister mit dem Klub. Beim KHL Junior Draft 2012 wählte ihn Dinamo Riga in der zweiten Runde an Gesamtposition 48 aus. Nach einem Jahr bei dessen Nachwuchsteam HK Riga in der Molodjoschnaja Chokkeinaja Liga wurde der Stürmer beim CHL Import Draft 2013 von den Voltigeurs de Drummondville in der ersten Runde als insgesamt 30. Spieler gezogen und wechselte für zwei Jahre zu dem Team aus der Ligue de hockey junior majeur du Québec. 2015 kehrte er kurzfristig in die Heimat zurück, schloss sich aber bereits nach einem Spiel für den HK Prizma Riga den Waterloo Blackhawks aus der United States Hockey League an. 2016 kehrte er endgültig nach Europa zurück.
Nach zwei Jahren in Riga, in denen er zu 21 Spielen in der Kontinentalen Hockey-Liga (KHL) gekommen war, wechselte Golovkovs in die britische Elite Ice Hockey League. Dort spielte er je eine Spielzeit für Milton Keynes Lightning und die Nottingham Panthers. 2020 zog es ihn nach Skandinavien, wo er mit Ausnahme von drei Monaten bei den dänischen Odense Bulldogs gut vier Jahre unterklassig in der schwedischen HockeyAllsvenskan spielte. Ab November 2024 stand der Lette beim HC Frýdek-Místek in der zweitklassigen 1. tschechischen Liga unter Vertrag, wo er die Saison beendete. Im Sommer 2025 kehrte er zu den Odense Bulldogs in die dänische Metal Ligaen zurück.

### International
Für Lettland nahm Golovkovs im Juniorenbereich an den U18-Weltmeisterschaften 2012 und 2013 sowie der U20-Weltmeisterschaft der Division I 2014 teil.
Nachdem er in der Spielzeit 2016/17 zu ersten Länderspieleinsätzen bei den Herren gekommen war, stand er im Aufgebot seines Landes bei der Weltmeisterschaft 2023, als die Letten erstmals die Bronzemedaille gewannen.

## Erfolge und Auszeichnungen
- 2012 Lettischer Meister mit dem SK Liepājas Metalurgs
- 2023 Bronzemedaille bei der Weltmeisterschaft

## KHL-Statistik
(Stand: Ende der Saison 2017/18)